# Preslav Jordanov
Preslav Anatoliev Jordanov (in bulgaro Преслав Анатолиев Йорданов?; Pleven, 21 luglio 1989) è un calciatore bulgaro, attaccante dell'Etăr.

## Carriera

### Club
Ha giocato nella massima serie bulgara e in quella kazaka.

### Nazionale
Il 13 novembre 2016 ha esordito con la nazionale bulgara giocando l'incontro vinto 1-0 contro la Bielorussia, valido per le qualificazioni al campionato mondiale di calcio 2018.

## Statistiche

### Cronologia presenze e reti in nazionale
| Cronologia completa delle presenze e delle reti in nazionale ― Bulgaria | Cronologia completa delle presenze e delle reti in nazionale ― Bulgaria | Cronologia completa delle presenze e delle reti in nazionale ― Bulgaria | Cronologia completa delle presenze e delle reti in nazionale ― Bulgaria | Cronologia completa delle presenze e delle reti in nazionale ― Bulgaria | Cronologia completa delle presenze e delle reti in nazionale ― Bulgaria | Cronologia completa delle presenze e delle reti in nazionale ― Bulgaria | Cronologia completa delle presenze e delle reti in nazionale ― Bulgaria |
| Data                                                                    | Città                                                                   | In casa                                                                 | Risultato                                                               | Ospiti                                                                  | Competizione                                                            | Reti                                                                    | Note                                                                    |
| ----------------------------------------------------------------------- | ----------------------------------------------------------------------- | ----------------------------------------------------------------------- | ----------------------------------------------------------------------- | ----------------------------------------------------------------------- | ----------------------------------------------------------------------- | ----------------------------------------------------------------------- | ----------------------------------------------------------------------- |
| 13-11-2016                                                              | Sofia                                                                   | Bulgaria                                                                | 1 – 0                                                                   | Bielorussia                                                             | Qual. Mondiali 2018                                                     | -                                                                       | 75’                                                                     |
| Totale                                                                  |                                                                         | Presenze                                                                | 1                                                                       |                                                                         | Reti                                                                    | 0                                                                       |                                                                         |